# Simon Terry
Simon Duncan Terry (Stirling, 27 de marzo de 1974-19 de julio de 2021) fue un deportista británico que compitió en tiro con arco, en la modalidad de arco recurvo.
Participó en tres Juegos Olímpicos de Verano, entre los años 1992 y 2012, obteniendo dos medallas de bronce en Barcelona 1992, en las pruebas individual y por equipo (junto con Steven Hallard y Richard Priestman).
Ganó una medalla de plata en el Campeonato Mundial de Tiro con Arco al Aire Libre de 2007 y una medalla de bronce en el Campeonato Europeo de Tiro con Arco al Aire Libre de 2012.

## Palmarés internacional
| Juegos Olímpicos                 | Juegos Olímpicos         | Juegos Olímpicos  | Juegos Olímpicos |
| Año                              | Lugar                    | Medalla           | Prueba           |
| -------------------------------- | ------------------------ | ----------------- | ---------------- |
| 1992                             | Barcelona (España)       | Medalla de bronce | Individual       |
| 1992                             | Barcelona (España)       | Medalla de bronce | Equipo           |
| Campeonato Mundial al Aire Libre |                          |                   |                  |
| Año                              | Lugar                    | Medalla           | Prueba           |
| 2007                             | Leipzig (Alemania)       | Medalla de plata  | Equipo           |
| Campeonato Europeo al Aire Libre |                          |                   |                  |
| Año                              | Lugar                    | Medalla           | Prueba           |
| 2012                             | Ámsterdam (Países Bajos) | Medalla de bronce | Equipo mixto     |